# آنگلا فوگت
آنگلا فوگت (آلمانی: Angela Voigt; ۱۸ مهٔ ۱۹۵۱ – ۱۱ آوریل ۲۰۱۳) ورزشکار پرش طول اهل آلمان بود.
وی در مسابقات کشوری و بین‌المللی در مجموع برندهٔ ۱ مدال طلا، ۲ مدال نقره شده‌است.